# Institut Émile Vandervelde

L’Institut Émile Vandervelde (IEV) est le centre d’études du Parti socialiste de Belgique. Créé en 1944, il est la première institution du genre en Belgique et a même servi d'exemple pour la fondation de son équivalent libéral. Au fil du temps, l'IEV est devenu le centre de coordination politique du mouvement socialiste. Il contient également une importante bibliothèque et de nombreux fonds d'archives, dont celui d'Émile Vandervelde.

## Histoire
Dès la fin de 1937, Joseph Lemaire (1892-1966), directeur général de la société coopérative d'assurances La Prévoyance Sociale, a l'idée de créer un institut de recherches en matière historique. Rapidement, sera créé l'Institut National d'Histoire Sociale (INHS). L'historien Fernand Vercauteren (1903-1979) assure la direction de l'établissement situé Boulevard du Régent, à Bruxelles. Grâce à cette première initiative, d'importants ensembles documentaires sont temporairement sauvés avant d'être volés par le bureau Rosenberg pendant la Deuxième Guerre mondiale. Parmi les 15 000 livres, manuscrits et documents, Louis Bertrand confie notamment des documents sociologiques "de grande valeur".
Six mois après le décès d'Émile Vandervelde (1866-1938), Ernest Piot (nl) (1890-1969), secrétaire national du Parti ouvrier Belge, annonce fièrement la création d'un "Fonds Émile Vandervelde" en vue de créer un institut éponyme. L'ébauche du programme de l'IEV consiste en "un complexe où seront groupées les œuvres éducatives du P.O.B. et de ses organisations économiques (...) [pour pallier le] manque de coordination entre ces différentes actions." Dès l'ouverture du fonds, les souscriptions arrivent de nombreuses associations socialistes —La Prévoyance Sociale en tête— récoltant près de 143 000 francs. Le projet devait aussi se doubler d'un mémorial en l'honneur du Patron. Malheureusement, tout comme pour l'INHS, la guerre met un terme à cette vaste entreprise bien que sa principale cheville ouvrière, Ernest Piot, poursuive clandestinement l'élaboration du plan de l'Institut tout au long de la guerre.
Il faut attendre la fin de l'occupation pour relancer l'idée d'une pareille institution. Encore une fois, c'est grâce à l'enthousiasme de Joseph Lemaire que renaît de ses cendres le projet de l'IEV avec de nouveaux objectifs puisque l'expérience de l'INHS est abandonnée. Le premier appel aux militants pour mener à terme l'esquisse de l'IEV d'avant-guerre est publié aux lendemains de la Libération. Le 6 décembre 1944 a lieu la toute première activité de l'IEV avec la conférence de Louis de Brouckère (1870-1951) sur la "Réhabilitation du marxisme". Ce n'est pas un hasard si c'est lui qui lance concrètement l'association. Au Congrès des 6, 7 et 8 octobre 1945, il refuse d'ailleurs la présidence du Parti pour "se consacrer à la direction de l'Institut Émile Vandervelde, auquel il veut donner tout l'éclat digne de la mémoire du patron". En 1945, plusieurs réunions ont encore lieu pour montrer l'importance que doit prendre cette institution au sein du Parti. Elle doit en effet réunir des intellectuels prêts à participer aux travaux des commissions et des centres d'études. Plusieurs activités ont lieu au no 6 rue Watteeu et ailleurs à Bruxelles mais aussi à Gand à l'occasion d'une autre conférence sur le marxisme. L'IEV est pour ainsi dire une institution nomade.
Bien que ses statuts constitutifs soient adoptés par son conseil d'administration le 30 juillet 1946 et publiés au Moniteur belge le 10 août de la même année pour officialiser la création de l'association sans but lucratif, ce n'est que le 30 septembre 1947 que La Prévoyance Sociale lui offre un asile et le dote financièrement. Au moment de l'inauguration, Henri Rolin (1891-1973), président du conseil d'administration de l'IEV, rend un hommage appuyé à Louis de Brouckère qui doit être, selon lui, considéré comme le père spirituel de l'Institut. Tandis qu'Édouard Anseele (1902-1981) souligne de son côté le pouvoir de ce nouvel outil scientifique de "propagation massive de l'idée socialiste, des solutions socialistes qui seulent [sic] peuvent éviter une troisième catastrophe mondiale". Enfin, grâce au concours de l'Institut international d'Histoire sociale d'Amsterdam, Joseph Lemaire annonce le rapatriement d'une partie des archives volées par les Nazis qu'il confie aux bons soins de l'IEV.
Le personnel de l'Institut investit ainsi les locaux de l'ancien INHS aux côtés de la Centrale d'Éducation Ouvrière (1911-1968) et lance les premières activités dès novembre 1947. Celles-ci ne se limitent pas à des cours ou à des simples conférences, il propose également des séances cinématographiques éducatives, aussi bien à Bruxelles qu'en province. L'IEV éditera aussi d'importantes monographies et plusieurs périodiques (notamment "Socialisme" (1954-1995), "Socialisme ; Réflexions" (1996-1997), "Réflexions" (1998-2000)). Il sera également aux commandes de l'émission mensuelle "La Pensée Socialiste" à la Radiodiffusion-télévision belge. Toutes ces créations auront leur pendant en néerlandais.
Plusieurs changements importants ont lieu dans les décennies suivantes. En 1964, l'IEV déménage dans la "Maison du PSB", no 13 boulevard de l'Empereur, à Bruxelles, où il se trouve toujours. Le bâtiment est construit sur base des plans de l'architecte Maxime Brunfaut (1909-2003). Le 27 janvier 1975, alors que les moyens financiers étaient assez limités pour l'IEV, la Chambre et le Sénat décident de dégager un budget pour l'ensemble des partis politiques afin que ceux-ci mènent "divers travaux considérés comme nécessaires à l'épanouissement d'une démocratie du XXe siècle". A ainsi été créé le Centre d'Étude et de Documentation de l'IEV (CEDIEV) qui devenait un outil complémentaire de l'IEV ayant pour objectif d'organiser les bureaux d'études et de documentation. En mars de la même année, la direction de l'IEV est pour la première fois confiée à deux directeurs, l'un francophone, l'autre néerlandophone, préfigurant la scission du Parti Socialiste Belge arrivée quelques années plus tard.
Au fil des ans, l'Institut Émile Vandervelde a accueilli de plus en plus de conseillers (anciennement appelés attachés), spécialisés dans divers domaines (trois conseillers en 1962 contre dix en 2022). C'est grâce à leur expertise —qui se traduit sous forme de notes internes, de propositions parlementaires ou d'études— que sont alimentés les travaux des parlementaires socialistes et des cabinets ministériels. La qualité de leur travail a clairement renforcé l'image de "puissan[ce] et [de] compéten[ce]" au sein du Parti et a amené à assimiler l'Institut à la "machine de guerre intellectuelle du PS", comme titrait L'Écho en 2014.

## Missions
À l'origine, comme le note le CRISP en 1972, l'Institut Émile Vandervelde "apparaissait comme le bureau d'étude du mouvement socialiste tout entier" mais, depuis son déménagement au Boulevard de l'Empereur, il est devenu dans les faits une entité exclusivement dédiée au Parti. Bien que ses missions aient évolué en fonction des directeurs, l'Institut a toujours pour but principal de créer, de favoriser, de développer et de coordonner sur le plan national, les activités relatives à l'étude des questions économiques, sociales, financières, administratives, politiques, éthiques et juridiques qui se posent au Parti et à ses organisations,. Pour ce faire, l'IEV multiplie les échanges avec les représentants de la société civile et mobilise son réseau à travers des commissions qui sont composées de parlementaires, de militants et de personnes du terrain.

Actuellement, il assume trois grands rôles :
1. celui de think tank où sont produits des idées progressistes proches des valeurs du Parti ;
2. celui de coordination politique ;
3. celui de support à l'action militante.

Outre ces trois principales tâches, l'IEV est également :
1. une sorte de cabinet pour le président du Parti ;
2. une organisation d'éducation permanente ;
3. un centre de formation pour les militants et les élus ;
4. un centre de documentation (bibliothèque et archives).

## Bibliothèque et archives
En successeur de l'INHS, l'Institut Émile Vandervelde a développé sa bibliothèque et ses archives à partir du noyau formé par cette institution. Le 29 novembre 1947, un article du Peuple annonce que La Prévoyance Sociale a envoyé 21 633 livres et brochures, dont 10 075 proviennent du vol nazi. Le reste de la bibliothèque résulte pour l'essentiel de l'acquisition par La Prévoyance Sociale de la seconde partie des collections de Louis Bertrand. À ce premier lot, est venu s'ajouter celui de la bibliothèque et des archives d'Émile Vandervelde, offert en don par sa seconde épouse en 1963.
Le service bibliothèque et archives —qui était déjà en 1972 considéré par le CRISP comme "assez remarquable et fort [connu] des chercheurs"— compte aujourd'hui 65000 ouvrages, brochures et périodiques et plusieurs fonds d'archives (environ 700 mètres linéaires). Le travail de ce service en faveur de l'accessibilité des archives (inventaires, base de données, etc.) et de valorisation (articles, expositions, etc.) a d'ailleurs été sanctionné en mai 1995 par la Communauté française par sa reconnaissance en tant que centre d'archives privées.
En 2021, une partie des archives de l'IEV déménage à Quaregnon.

## Publications et événements
Depuis 2003, l'IEV publie de nombreuses réflexions, sous forme d'études et d'analyses, dans une série intitulée "État de la question".
Si L'Écho décrivait cette collection comme "des dossiers thématiques qui fournissent analyses et pistes d'action politique sur des sujets tels que les transferts intergénérationnels, l'avenir de l'enseignement, l'évolution des dépenses de soins de santé,..."., cette dernière concernent aussi des thématiques historiques qui font souvent écho à des anniversaires d'institutions, de lois ou d'acteurs et d'actrices à redécouvrir.
Dans le sillage de ces publications, des conférences, des journées d'études, des colloques et des hommages sont régulièrement organisés, tant à Bruxelles qu'en Wallonie. En 2025, un événement a ainsi été mis sur pied autour des archives du syndicaliste Jean De Nooze (nl) (1923-2023) à Mons.

## Directeurs
Les directeurs ont été successivement :
1. Edward Anseele jr. (nl) (directeur provisoire) ;
2. Oscar Debunne ;
3. René Evalenko (?-1961[28]);
4. William Fraeys (1961-1965[29]) ;
5. Henri Deruelles (nl) (1965-1975 (?));
6. Philippe Moureaux (francophone) et Oscar Debunne (néerlandophone) (1975-1977) (codirecteurs) ;
7. François Pirot (1977-1988 (?));
8. Viviane Jacobs et André Flahaut (codirecteurs 1989) ;
9. André Flahaut (1989-1995) ;
10. Philippe Lallemand (1995-1999) ;
11. Frédéric Delcor (1999-2008) ;
12. Anne Poutrain (2008-2014) ;
13. Hervé Parmentier (2014-2015) ;
14. Gilles Doutrelepont (2015-2019) ;
15. Thomas Dermine (2019-2020)[30] ;
16. Amaury Caprasse (2020-2024) ;
17. Jamil Araoud (depuis 2024)[31].